# Lijst van oorlogsmonumenten in Oldambt
De Nederlandse gemeente Oldambt heeft 20 oorlogsmonumenten. Hieronder een overzicht.
| Nr.                             | Object                                           | Herdachte groep                                              | Ontwerper                                                              | Onthulling       | Type               | Locatie                                | Plaats                                 | Coördinaten                   | Foto                                             |
| ------------------------------- | ------------------------------------------------ | ------------------------------------------------------------ | ---------------------------------------------------------------------- | ---------------- | ------------------ | -------------------------------------- | -------------------------------------- | ----------------------------- | ------------------------------------------------ |
| 1244                            | Ongebroken                                       | algemeen, verzet Nederland                                   | Hubert van Lith                                                        | 10 mei 1951      | beeld/sculptuur    | Molenlaan                              | Nieuw-Beerta                           | 53° 11' 22" NB, 7° 9' 44" OL  | Ongebroken                                       |
| 1245                            | Oorlogsmonument                                  | allen, burgerslachtoffers                                    | Hans Reicher                                                           | 3 mei 1948       | beeld/sculptuur    | Voorstraat 2, 9693 EG                  | Bad Nieuweschans                       | 53° 10' 51" NB, 7° 12' 26" OL | Oorlogsmonument                                  |
| 1247                            | Oorlogsmonument                                  | allen, burgerslachtoffers, verzet Nederland                  | R. Wenselaar                                                           | 4 mei 1955       | zuil               | Klinkerweg 33, 9684 AL                 | Finsterwolde                           | 53° 11' 44" NB, 7° 4' 53" OL  |                                                  |
| 1536                            | Oorlogsmonument                                  | algemeen                                                     |                                                                        |                  | gedenksteen        | Huningaweg, 9682 PJ                    | Oostwold                               | 53° 12' 3" NB, 7° 2' 19" OL   |                                                  |
| 1537                            | Monument 't Waar                                 | algemeen, burgerslachtoffers                                 |                                                                        | 4 mei 1995       | zuil               | Het Oude Diepje, 9943 PM               | Nieuw Scheemda                         | 53° 13' 9" NB, 6° 56' 28" OL  | Monument 't Waar                                 |
| 1538                            | F.T. Venema-monument                             | militairen in dienst van het Ned. Kon. na 1945               |                                                                        | 23 juni 1990     | gedenksteen        | Hoofdstraat                            | Westerlee                              | 53° 8' 49" NB, 6° 59' 23" OL  |                                                  |
| 1541                            | Joods monument                                   | vervolgden Nederland                                         |                                                                        |                  | gedenksteen        | Havenstraat, 9679 AP                   | Scheemda                               | 53° 12' 17" NB, 7° 2' 32" OL  |                                                  |
| 1781                            | Monument voor Poolse Militairen                  | geallieerde militairen                                       |                                                                        | 4 mei 2000       | plaquette          | Pekelderstraat, 9673 BJ                | Winschoten                             | 53° 8' 18" NB, 7° 1' 49" OL   |                                                  |
| 1782                            | Joodse plaquette                                 | vervolgden Nederland                                         |                                                                        | 29 oktober 1992  | plaquette          | Stationsweg 22, 9671 AN                | Winschoten                             | 53° 8' 39" NB, 7° 2' 11" OL   |                                                  |
| 1783                            | Monument voor de Belgische Special Air Service   | algemeen, geallieerde militairen                             |                                                                        |                  | gedenksteen        | Beertsterweg, 9672 BE                  | Winschoten                             | 53° 9' 0" NB, 7° 2' 56" OL    |                                                  |
| 1784                            | Oorlogsmonument                                  | geallieerde militairen, burgerslachtoffers, verzet Nederland | Dhr. T.G. Verlaan (28-12-1912)                                         | 24 november 1945 | overig             | Zuiderveen 5, 9674 HA                  | Winschoten                             | 53° 8' 8" NB, 7° 1' 22" OL    |                                                  |
| 1787                            | Monument bij de Joodse begraafplaats             | vervolgden Nederland                                         |                                                                        |                  | zuil               | St.-Vitusholt 32, 9674 AE              | Winschoten                             | 53° 8' 38" NB, 7° 1' 22" OL   | Monument bij de Joodse begraafplaats             |
| 1788                            | De Klaagmuur                                     | vervolgden Nederland                                         | Marijke Ravenswaaij-Deege                                              |                  | gedenkmuur         | Bosstraat, 9671 GD                     | Winschoten                             | 53° 8' 36" NB, 7° 2' 6" OL    |                                                  |
| 2394                            | Joods monument                                   | vervolgden Nederland                                         | Bert van Ringh                                                         | 15 april 2005    | overig             | Israëlplein, 9671 EN                   | Winschoten                             | 53° 8' 34" NB, 7° 2' 15" OL   | Joods monument                                   |
| 2745                            | Monument voor Belgische Militairen               | geallieerde militairen                                       |                                                                        |                  | beeld/sculptuur    | Dorpshuisweg, 9684 EC                  | Finsterwolde                           | 53° 11' 54" NB, 7° 5' 20" OL  | Monument voor Belgische Militairen               |
| 3159                            | Plaquette op de gevel van de voormalige synagoge | vervolgden Nederland                                         |                                                                        | 1996             | plaquette          | Achterstraat 40, 9693 CX               | Bad Nieuweschans                       | 53° 10' 47" NB, 7° 12' 25" OL | Plaquette op de gevel van de voormalige synagoge |
| 3326                            | Geallieerd eregraf                               | geallieerde militairen                                       |                                                                        |                  | begraafplaats/graf | Kerksingel, 9944 BD                    | Nieuwolda                              | 53° 14' 36" NB, 6° 58' 22" OL |                                                  |
| 3432                            | Joods monument                                   | vervolgden Nederland                                         | Luc Leenknegt (20-02-1962)                                             | 4 mei 2009       | plaquette          | Huningaweg, 9682 PJ                    | Oostwold                               | 53° 12' 10" NB, 7° 2' 42" OL  |                                                  |
| 3568                            | De laatste blik                                  | vervolgden Nederland                                         | Hein v/d Water (1954); Jakobine Dömmingburg (1960) en Els Otten (1951) | 4 mei 2010       | beeld/sculptuur    | Verlengde Hoofdstraat 30, 9693 AB      | Bad Nieuweschans                       | 53° 11' 11" NB, 7° 12' 1" OL  | De laatste blik                                  |
| Dit oorlogsmonument op Wikidata | Stolpersteine                                    | vervolgden Nederland                                         | Gunter Demnig                                                          |                  | reliëf             | Zie Lijst van Stolpersteine in Oldambt | Zie Lijst van Stolpersteine in Oldambt |                               | Meer afbeeldingen                                |

Eemsdelta ·
Groningen ·
Het Hogeland ·
Midden-Groningen ·
Oldambt ·
Pekela ·
Stadskanaal ·
Veendam ·
Westerkwartier ·
Westerwolde